# 王寶璜

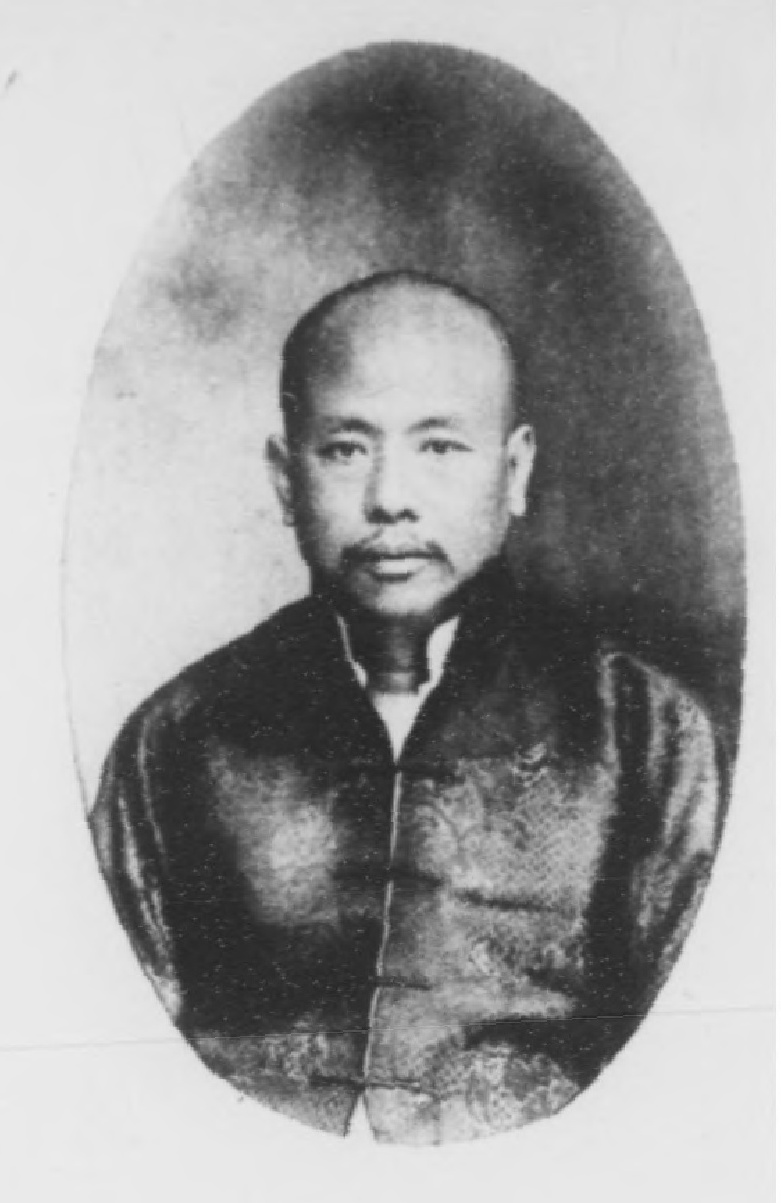

王寶璜（?—?），湖北省江夏縣人，清朝政治人物、進士出身。
光緒三十年，會試第166名；殿試登進士三甲第67名，后分發為知縣。